# ヘーペ・カマルゴ
エーベ・マリア・モンテイロ・デ・カマルゴ・ラバグナーニ（Hebe Maria Monteiro de Camargo Ravagnani、1929年3月8日 - 2012年9月29日）は、ブラジルのテレビ司会者、歌手 および女優。

## 人物
サンパウロの郊外にて生まれたヘーペは、ブラジルのテレビ界創成期の頃から活躍する人物で、つとに名司会で有名である。
2012年9月29日、サンパウロの病院で死去。2010年来、がんを患っていた。83歳没。